# Ivanka Mestnik
Ivanka Mestnik, predmetna učiteljica slovenskega in ruskega jezika, slovenska pisateljica, *10. maj 1934, Drašča vas pri Žužemberku.

## Življenje
Nižjo gimnazijo je obiskovala v Novem mestu in leta 1953 maturirala na Učiteljišču v Novem mestu. Službo učiteljice je dobila leta 1953 v Brežicah in po osmih letih (1961) nadaljevala s poučevanjem na podružnični Osnovni šoli Mali Slatnik pri Novem mestu, kjer je bila tudi vodja šole. Leta 1962 se je ob delu vpisala na Pedagoško akademijo v Ljubljani (sedaj Pedagoška fakulteta v Ljubljani), smer slovenščina-ruščina, in diplomirala leta 1965. Do leta 1970 je poučevala na Osnovni šoli Katje Rupena (sedaj Osnovna šola Center - Novo mesto), od leta 1972 do 1977 pa še na Osnovni šoli Grm. Zatem je delala kot vzgojiteljica v Dijaškem domu Novo mesto in do upokojitve leta 1994 kot tajnica Občinske zveze prijateljev mladine. Je članica Društva slovenskih pisateljev. Živi in ustvarja v Novem mestu.

## Delo
Na Učiteljišču je vodila literarni krožek in na osnovnih šolah urejala glasili Utrinki ter Mladi ob Krki. Pisati je začela po upokojitvi, leta 1994. Do sedaj je izšlo osemnajst njenih del. Njena krajša proza je objavljena v različnih revijah in časopisih. Njeno prvo daljše besedilo je mladinska povest V dedovi grapi, ki govori o skrivnostih narave in življenja ob Krki v Suhi krajini. Uveljavila se je z deli za otroke. Sodobni pravljični junaki rešujejo vsakodnevne otroške probleme s strpnim in razumevajočim sprejemanjem drugačnosti (Izlet na modri planet), skrbijo za živali v mestu in naravi (Kara, Medvedek na obisku, Zgodba o Zari) ali se veselijo prazničnih dni (Veseli december). Piše tudi o mitološkem svetu Gorjancev (Gorjanski škrati v kraljestvu Brbuča, Gorjanski škrati med ljudmi). Iz modela ljudske pravljice izstopa knjiga Resnične o volku, medvedku in reki, v kateri je združenih sedem resničnih zgodb iz suhokranjskega okolja.
Delo Izlet na modri planet je bilo leta 2001 prevedeno v hrvaščino oz. srbščino, vendar ni izšlo. Knjiga je dramatizirana in prirejena za lutkovno predstavo.
Pisateljica v delih za odrasle obravnava življenjske situacije, v katerih stvarno in psihološko opisuje človeka (Korak s poti, Domačija na sončni jasi). Življenje svoje družine opisuje v avtobiografskem romanu Vikend sredi vasi. Njeno najobsežnejše delo je zgodovinski roman Grenki kruh, v katerem  piše o nekdanji železarni na Dvoru v Suhi krajini. Delo Iz začaranega kroga je zbirka sedmih zgodb s socialno problematiko žensk.
Objavljala je tudi kot raziskovalna novinarka. Njeni prispevki so v vodnikih (Kulturnozgodovinski vodnik po Dolenjski - besedilo Suha krajina z obrobjem),  zbornikih (Petdeset let Dijaškega doma Novo mesto - 1997) in šolskih kronikah (Po zaraslih poteh spet v šolo - 1992, Zgodovina šole in kraja Laze - 1993, Šolstvo v novomeškem delu Suhe krajine prvih pet let po drugi svetovni vojni - 1996).

## Nagrade in priznanja
- 1985, priznanje Občine Novo mesto, Trdinova nagrada
- 2007, obeležje v muzeju pomembnih Suhokranjcev
- 2008, bronasti grb Občine Žužemberk za literarno delo, vezano na Suho krajino
- 2010, naziv Častne občanke Občine Žužemberk
- 2010, Posebna nagrada mednarodnega natečaja za najboljšo otroško knjigo v letu 2010 - Ema hoče v svet
- 2011, Nagrada Novega mesta za pisateljski opus za otroke in odrasle 2010

#### Knjige za otroke
- V dedovi grapi, Dolenjska založba, 1994  (COBISS)
- Izlet na Modri planet, Pedagoška obzorja, 1995  (COBISS)
- Kara, samozaložba, 1995  (COBISS)
- Veseli december, samozaložba, 1996  (COBISS)
- Izlet v čas, Partizanski knjižni klub, 1996
- Medvedek na obisku, samozaložba, 1997  (COBISS)
- Gorjanski škrati v kraljestvu Brbuča, Dolenjska založba, 2000  (COBISS)
- Gorjanski škrati med ljudmi, Dolenjska založba, 2002  (COBISS)
- Zgodba o Zari, Založba in tiskarstvo Opara, 2005  (COBISS)
- Resnične o volku, medvedku in reki, Založba Utrip, 2006  (COBISS)
- Veselje v zajčjem hotelu, samozaložba, 2008  (COBISS)
- Tam gori za našo vasjo, samozaložba, 2010  (COBISS)
- Ema hoče v svet, samozaložba, 2010  (COBISS)

#### Knjige za odrasle
- Korak s poti, Dolenjska založba, 1998  (COBISS)
- Vikend sredi vasi, Dolenjska založba, 1999  (COBISS)
- Domačija na sončni jasi, Dolenjska založba, 2001  (COBISS)
- Grenki kruh, Založba Mondena, 2003  (COBISS)
- Iz začaranega kroga, Založba Utrip 2007  (COBISS)

#### Sodelovanje pri drugih knjigah
- Metulj v dežju, Založba Jasa, z zgodbo Turistične muce, 1998
- Žuborenje Slovenije, Založba Jasa, z besedilom Razburljivo druženje s Krko, 1999
- Kresnica na dlani, Založba Jasa, z besedilom Kažipoti, 2006
- Sonce v brlogu, Založba Jasa, z besedilom Maček najde dom, 2008